# Massimo di Padova
San Massimo di Padova (... – 166) è stato un vescovo italiano, venerato come santo dalla Chiesa cattolica.

## Biografia e culto
Si crede che san Massimo di Padova sia della famiglia dei Vitaliani di Padova. Fu il secondo vescovo di Padova, dopo san Prosdocimo, di cui scrisse le gesta; il suo episcopato durò dal 141 d.C. al 166, e il suo successore fu san Fidenzio. 
Sepolto accanto a Prosdocimo fuori dalle mura, seguendo la legge romana sulla sepoltura, la sua tomba venne ritrovata nel 1052 o nel 1053 probabilmente in una cappella o in un oratorio nell'area di un vecchio cimitero pagano-cristiano dedicato a santa Giustina. Su ordine dello stesso papa Leone IX, che all'epoca si trovava a Padova, la salma venne riposta alla pubblica venerazione; attualmente, il suo corpo si trova nella nona cappella della basilica di santa Giustina, a destra. A san Massimo è dedicata una chiesa a Padova. La sua memoria ricorre il 2 agosto. Così lo ricorda il Martirologio Romano:
(Martirologio Romano)